# Бинди, Рози
Розария Бинди (итал. Rosaria Bindi), более известна как Рози Бинди (итал. Rosy Bindi; род. 12 февраля 1951, Синалунга, провинция Сьена, Тоскана) — итальянский политик, министр здравоохранения (1996—2000), министр семейной политики (2006—2008), председатель Демократической партии Италии (2009—2013).

## Биография
Мария Розария Бинди родилась в семье верующих католиков 12 февраля 1951 года в Синалунге (провинция Сьена, Тоскана). Окончила Международный свободный университет общественных наук Гвидо Карли в Риме (LUISS) по специальности «политология», после чего стала ассистенткой профессора Витторио Башле, известного юриста и христианско-демократического политика, преподававшего ей в университете право. С 1975 по 1980 год Рози Бинди являлась членом коммунального совета Синалунги. 12 февраля 1980 года, когда бригадистка Брагетти убила Башле несколькими выстрелами из пистолета, Бинди находилась в здании Римского университета Ла Сапиенца, где и произошла трагедия. С 1983 по 1989 год Бинди была членом Национального совета и вице-президентом Итальянского католического действия. Также являлась членом Национального совета и секретариата Итальянской народной партии, в 2007 году избрана в секретариат вновь образованной Демократической партии, получив 13,8 % голосов и заняв второе место после Вальтера Вельтрони.
7 ноября 2009 года избрана председателем Демократической партии, а 19 апреля 2013 года, в день провала кандидатуры Романо Проди на президентских выборах из-за раскола в ДП, ушла в отставку.
С 25 июля 1989 по 18 июля 1994 года являлась депутатом Европейского парламента, куда была избрана по списку Христианско-демократической партии. Входила во фракцию Европейская народная партия — Европейские демократы, с 15 января 1992 по 18 июля 1994 года возглавляла Комиссию по обращениям граждан.
Начиная с 1994 года Рози Бинди шесть раз была избрана в Палату депутатов XII—XVII созывов, где представляла сначала ИНП, затем Маргаритку и ДП (с 2007 года). С 22 октября 2013 года возглавляет Парламентскую комиссию по расследованию феномена мафий и других преступных организаций, в том числе иностранных (COMMISSIONE PARLAMENTARE DI INCHIESTA SUL FENOMENO DELLE MAFIE E SULLE ALTRE ASSOCIAZIONI CRIMINALI, ANCHE STRANIERE), именуемую в итальянской прессе «Антимафиозной комиссией».
Рози Бинди являлась министром здравоохранения в первом правительстве Проди (17 мая 1996 — 21 октября 1998), а также в первом (21 октября 1998 — 22 декабря 1999) и втором правительствах Д’Алема (22 декабря 1999 — 25 апреля 2000). Во втором правительстве Проди (17 мая 2006 — 6 мая 2008) занимала должность министра без портфеля по вопросам семейной политики.
15 апреля 2015 года в ходе Национальной ассамблеи Демократической партии по вопросу поддержки в парламенте окончательной редакции проекта нового избирательного закона «Италикум» Бинди в числе 120 представителей меньшинства в знак протеста покинула зал заседаний во время голосования (оставшиеся в зале 190 сторонников Маттео Ренци единогласно поддержали законопроект). Журналистам она заявила: «Политика — это не цинизм». 20 апреля 2015 года решением партийного руководства Бинди в числе десяти представителей оппозиционного меньшинства была выведена из состава Комиссии по конституционным вопросам Палаты депутатов.
29 мая 2015 года возглавляемая Бинди Антимафиозная комиссия опубликовала в преддверии назначенных на 31 мая региональных выборов список из 17 «неприемлемых» кандидатов (impresentabili). Четверо из них участвовали в выборах в Апулии, тринадцать — в Кампании; в списке значились среди прочих кандидат от Демократической партии на должность президента Кампании Винченцо Де Лука, а также представители партий Вперёд, Италия и Братья Италии. В тот же день комиссия исключила из списка представителя Союза Центра Баджо Иаколаре (Biagio Iacolare); премьер-министр Ренци обвинил Антимафиозную комиссию во вмешательстве в избирательный процесс, но Бинди на своей пресс-конференции отвергла эту точку зрения. Победивший с относительным большинством голосов Винченцо Де Лука 2 июня 2015 года подал заявление в прокуратуру Рима, обвинив Бинди в диффамации, нарушении избирательных прав и злоупотреблении служебным положением.
В июне 2017 года в интервью газете «la Repubblica» подвергла критике позицию лидера ДП Маттео Ренци, поддерживающего при подготовке нового избирательного закона Италии положение об использовании пропорциональной системы, назвав её возможной причиной политической нестабильности, и подтвердила решение не выставлять свою кандидатуру на следующих парламентских выборах.
В 2022 была внесена кандидатом в списки голосования за президента Итальянской республики.

## Личная жизнь
Бинди незамужем, но, по её словам, в неё были влюблены в разное время несколько человек, с одним из них она состояла в близких отношениях («он так нравился моей бабушке!»). В день голосования за доверие второму правительству Проди 23 мая 2006 года представитель Национального альянса Маурицио Зайя заявил, что «Бинди, будучи лесбиянкой, не может быть министром по делам семьи». Рози ответила: «Я бы не имела ничего против того, чтобы меня называли гомосексуальной, если бы я была такой». Известны также случаи неоднозначных замечаний в её адрес, в том числе со стороны правого политика Франческо Стораче («она даже не женщина») и Сильвио Берлускони, который публично отзывался о Бинди как о женщине умной более, чем красивой. Последнему она ответила: «Io non sono una donna a sua disposizione» (Я — не одна из женщин в его распоряжении).